# Alyxia veillonii
Alyxia veillonii är en oleanderväxtart som beskrevs av D.J.Middleton. Alyxia veillonii ingår i släktet Alyxia och familjen oleanderväxter. Inga underarter finns listade i Catalogue of Life.